# Zonosaurus
Zonosaurus – rodzaj jaszczurek z podrodziny Zonosaurinae w obrębie rodziny tarczowcowatych (Gerrhosauridae).

## Zasięg występowania
Rodzaj obejmuje gatunki występujące na Madagaskarze i sąsiednich wyspach. 

## Systematyka
Rodzaj zdefiniował w 1887 roku belgijsko-brytyjski zoolog George Albert Boulenger w publikacji swojego autorstwa poświęconej spisowi jaszczurek ze zbiorów Muzeum Historii Naturalnej w Londynie. Boulenger wymienił trzy gatunki – Cicigna madagascariensis Gray, 1831, Cicigna madagascariensis var. ornata Gray, 1831, Gerrhosaurus (Cicigna) rufipes Boettger, 1881 – z których gatunkiem typowym jest (późniejsze oznaczenie) Cicigna madagascariensis Gray, 1831 (tarczowiec madagaskarski).

### Etymologia
Zonosaurus: gr. ζωνη zōnē ‘pas’; σαυρος sauros ‘jaszczurka’.

### Podział systematyczny
Do rodzaju należą następujące gatunki: 
- Zonosaurus aeneus (Grandidier, 1872)
- Zonosaurus anelanelany Raselimanana, Raxworthy & Nussbaum, 2000
- Zonosaurus bemaraha Raselimanana, Raxworthy & Nussbaum, 2000
- Zonosaurus boettgeri Steindachner, 1891
- Zonosaurus brygooi Lang & Böhme, 1990
- Zonosaurus haraldmeieri Brygoo & Böhme
- Zonosaurus karsteni (Grandidier, 1869)
- Zonosaurus laticaudatus (Grandidier, 1869)
- Zonosaurus madagascariensis (Gray, 1831) – tarczowiec madagaskarski[7]
- Zonosaurus maramaintso Raselimanana, Nussbaum & Raxworthy, 2006
- Zonosaurus maximus Boulenger, 1896
- Zonosaurus ornatus (Gray, 1831)
- Zonosaurus quadrilineatus (Grandidier, 1867)
- Zonosaurus rufipes (Boettger, 1881)
- Zonosaurus subunicolor (Boettger, 1881)
- Zonosaurus trilineatus Angel, 1939
- Zonosaurus tsingy Raselimanana, Raxworthy & Nussbaum, 2000.